# Bergmütze

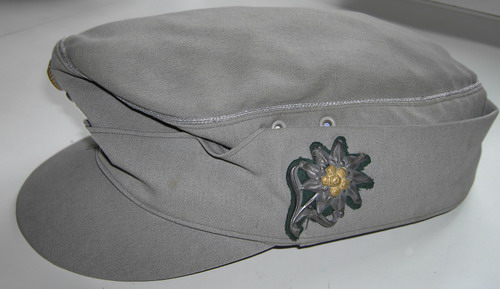
Bergmütze der Gebirgstruppe der Bundeswehr

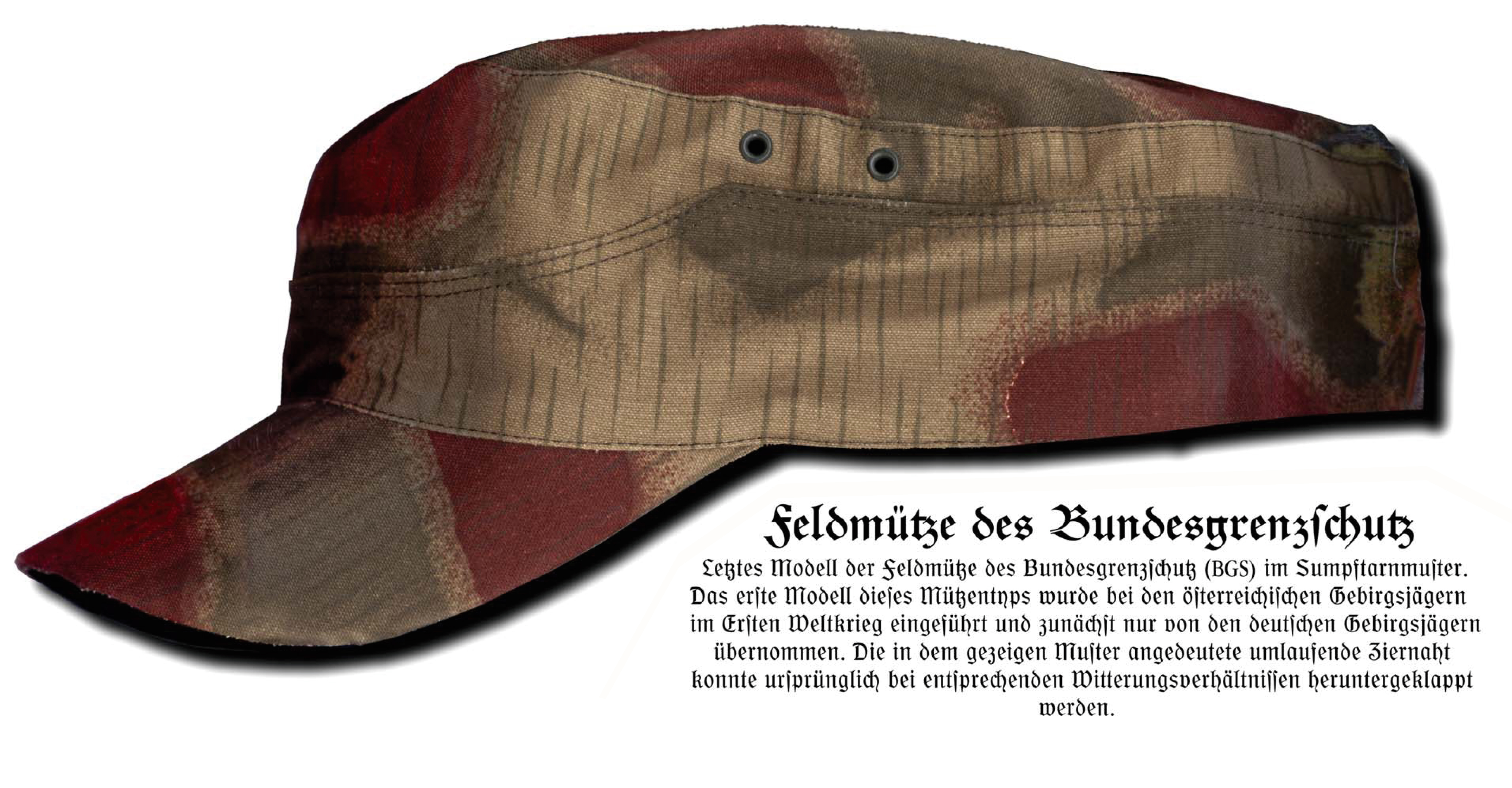
Feldmütze im Schnitt einer Bergmütze des Bundesgrenzschutzes (BGS) mit nur angedeuteter Schutzklappe

Die Bergmütze, in Deutschland gelegentlich auch Skimütze bzw. Graumütze genannt, ist eine aus der österreichischen Militärtradition stammende Kopfbedeckung, die sich aufgrund ihrer praktischen Eigenschaften bei verschiedenen Berufsgruppen und Organisationen international verbreitete und teilweise bis heute großer Beliebtheit erfreut.

## Beschreibung

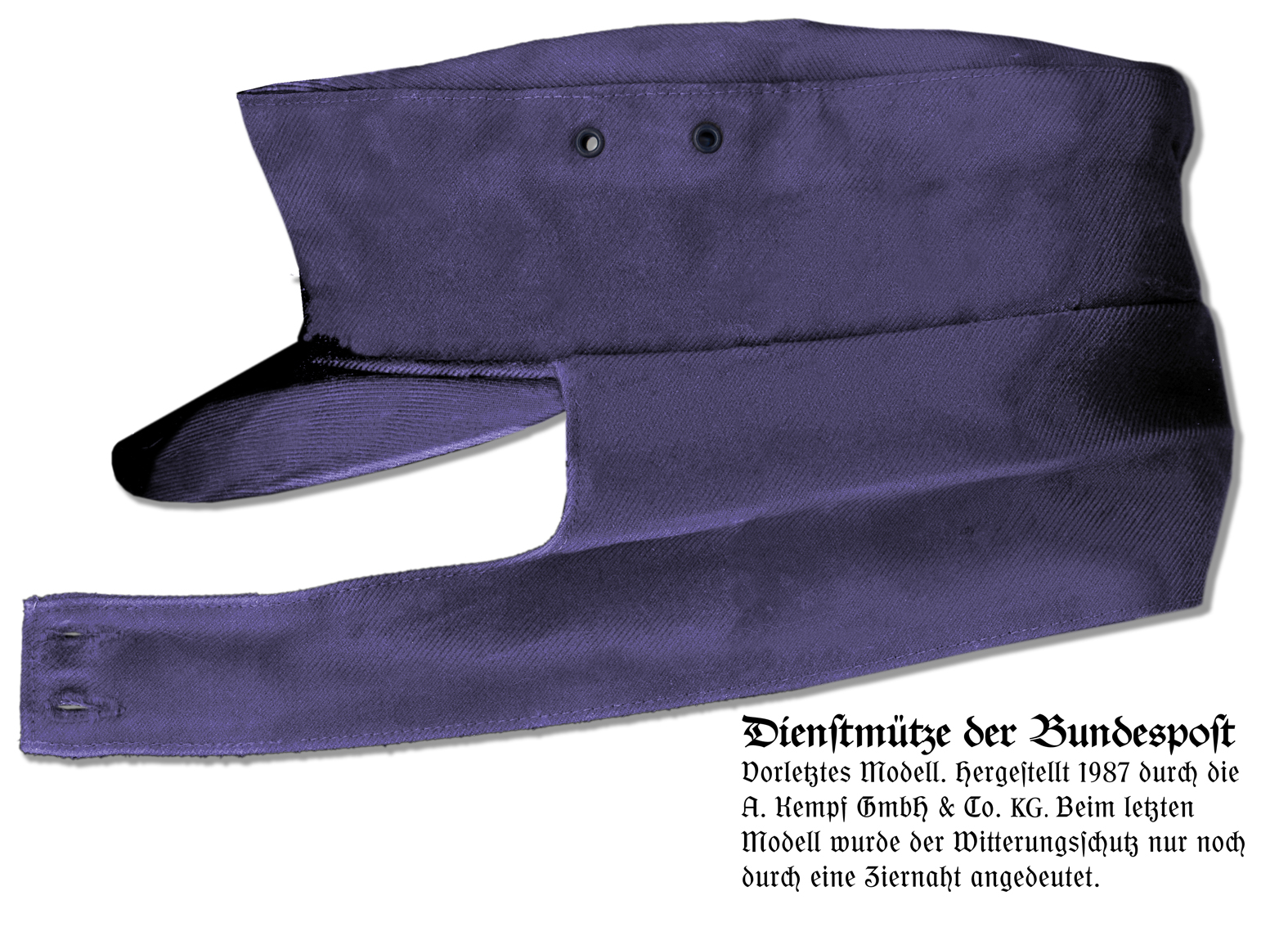
Dienstmütze der Bundespost mit heruntergeklapptem Witterungsschutz

Die klassische Bergmütze wurde ursprünglich als Allwettermütze entwickelt und besteht aus hochwertigem Filztuch oder Kammgarnstoffen. Daneben gibt es Ausführungen für höhere Temperaturen aus Zeltstoff, Drillich oder Moleskin sowie wasser- und schmutzabweisende Varianten aus gummierten Stoffen. Der sichelförmige Augenschirm ist sehr oft gestärkt und besteht aus dem jeweils verwendeten Mützenstoff. Der Mützendeckel ist stets oval geschnitten und wird auf einen relativ flachen Mützenkörper genäht. Traditionell kann an dem seitlichen und hinteren Mützenkörper ein weicher, umlaufender Nacken- und Ohrenschutz heruntergeklappt werden. Dieser Schutz ist so breit gefertigt, dass er die Ohren vollständig und bei vielen neueren Modellen zumindest noch Teile des Nackens abdeckt. Bei älteren Exemplaren wie der finnischen Kenttälakki M36 lässt sich der Nackenschutz bis tief unter den Uniformmantel stecken, was die Wärmefunktion optimiert. Im Bereich des Gesichtsfeldes verjüngt sich der Schutz auf rund 4 Zentimeter Breite und kann als Kinnriemen unter das Kinn gezogen werden. Damit wird die Mütze fest auf dem Kopf des Trägers fixiert, was bei Wind oder bestimmten Tätigkeiten hilfreich ist. Wie die meisten Kinnriemen lässt sich auch der Riemen der Bergmütze öffnen. Dies geschieht durch zumeist zwei hintereinander oder übereinander angenähte Knöpfe aus Metall oder Kunststoff. Besonders zivile Ausführungen bevorzugen statt der Knöpfe oft einen Schnellverschluss. Bei Nichtgebrauch des Schutzes sind sowohl Knöpfe als auch Schnellverschluss verschlossen an der Stirnseite über dem Schirm der Mütze zu sehen.
Während des Zweiten Weltkriegs entstand in der deutschen Wehrmacht eine heute sehr weit verbreitete, stoffsparende Mützenvariante, hauptsächlich für Versionen aus Zeltstoff oder Drillich. Bei dieser fehlt der Schutz und wird, wenn überhaupt, lediglich durch eine Ziernaht angedeutet. Bei fast allen diesen Varianten hat man jedoch als Schmuckstücke die Knöpfe auf der Stirnseite beibehalten.

## Geschichte

### Österreich
1868 wurde in der österreichisch-ungarischen Armee eine neue Feldadjustierung für Infanterie, Artillerie und Kavallerie entwickelt, welche auch die erstmalige Einführung einer offiziellen Dienstmütze, Feldkappe genannt, beinhaltete. Bereits diese Mütze besaß den typischen Ohren- und Nackenschutz sowie einen Augenschirm aus weichem Tuchstoff. Nach 1871 erhielt die k.u.k. Infanterie und Artillerie eine neue, optisch aufgewertete Feldkappe mit einem sichelförmig geschnittenen Augenschirm aus Leder.
Zuletzt war die Gebirgsmütze in Österreich bei der 2005 neustrukturierten Bundesgendarmerie im Einsatz und wird immer noch sowohl bei den Feuerwehren als auch bei der Berg- und Naturwacht sowie einigen Traditionsmusikgruppen getragen.

### Deutschland

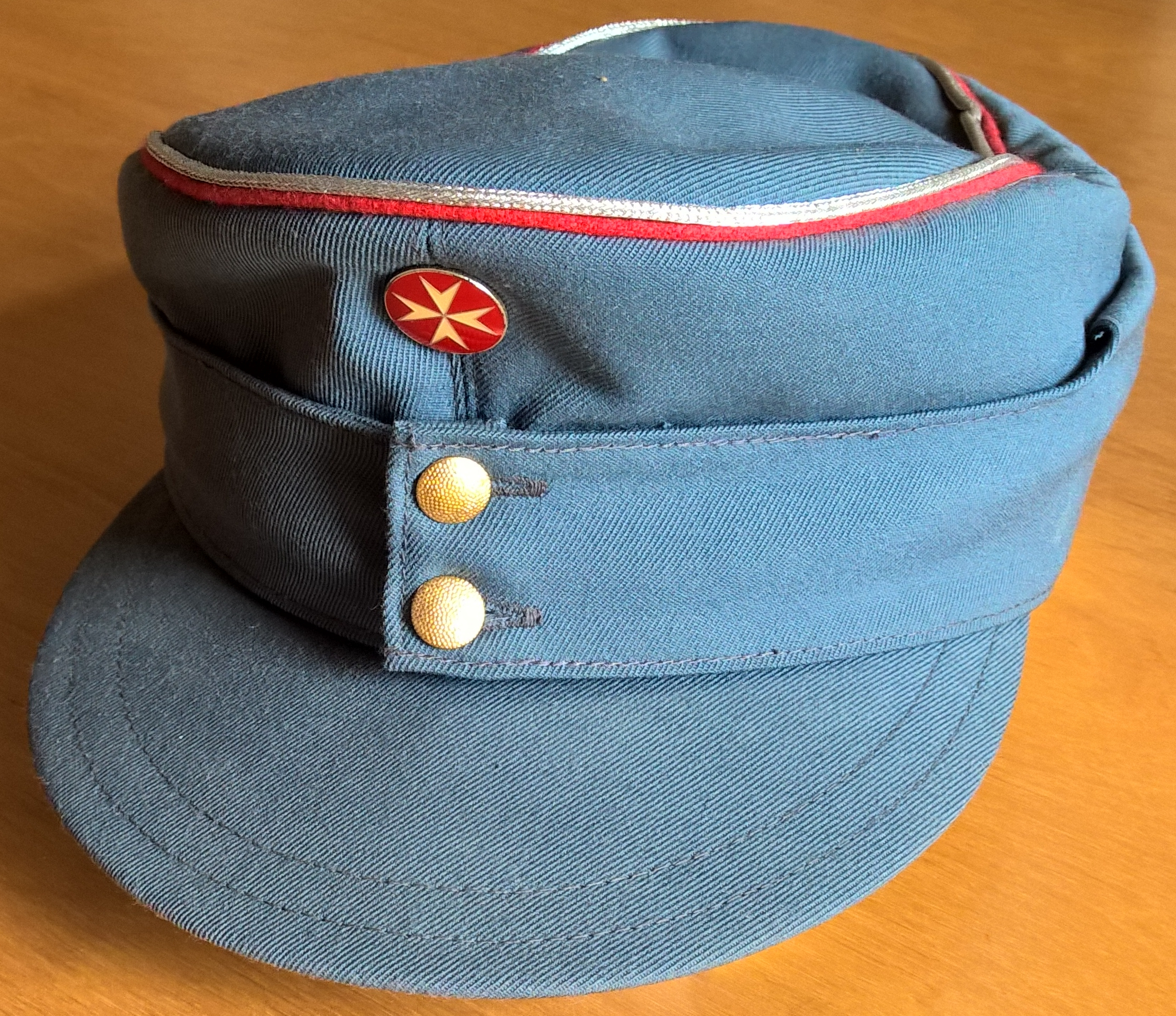
Dienstmütze des Malteser Hilfsdienstes

Zivile Varianten der Mütze hatten bereits seit Ende des Ersten Weltkriegs Eingang in die deutsche Sportmode gefunden. In ihrer militärischen Ausführung wurde die Bergmütze nach dem Vorbild der Gebirgs- und Schneeschuhtruppe der Kaiserlichen Armee bei den Gebirgstruppen der Reichswehr (trotz des Verbotes dieser Truppengattung durch den Versailler Vertrag) eingeführt und in die Wehrmacht übernommen. Ab 1941 übernahm auch das Deutsche Afrikakorps die Bergmütze in einer oft sandfarbenen, leichteren Version für den Dienst. Da auch die weiteren Teile des Heeres die Vorteile der Bergmütze gegenüber dem dort verwendeten Schiffchen erkannten, wurde sie 1943 als Einheitsfeldmütze in der Wehrmacht eingeführt. Die Einheitsfeldmütze war leichter, niedriger genäht und besaß einen längeren Schirm als die Bergmütze. Unter anderem fanden schwarze Versionen aus Moleskin für die Panzertruppe sowie zahlreiche Varianten aus den unterschiedlichen Tarnzeltstoffen von Wehrmacht, Waffen-SS und italienischer Armee Verwendung.
Nach 1945 trugen viele ehemalige Soldaten ihre militärischen Mützen als Arbeitsmützen auf. Daneben begann rasch die zivile Produktion zahlreicher Varianten. Heute sind diese Mützenformen besonders im nördlichen Deutschland bei Land- und Forstwirten beliebt.
Mit dem Neuaufbau staatlicher Strukturen in Westdeutschland seit 1949 gehörte die Bergmütze zur Berufskleidung einer Vielzahl von Behörden sowie staatlichen und zivilen Organisationen. Unter anderem die geschlossenen Verbände der Bereitschaftspolizei, Bundesgrenzschutz (bis 1976), Bundeswehr (parallel zum Barett bis heute) Deutsche Bundespost (bis 1994),  Deutschen Bundesbahn, Technisches Hilfswerk, Katastrophenschutzeinheiten, Feuerwehren, Deutsches Rotes Kreuz, Malteser Hilfsdienst, Autobahnmeistereien, ADAC. 
In der DDR wurden Varianten (teilweise mit Ohrenklappen) ebenfalls von der Hauptverwaltung Ausbildung sowie anschließend von allen Dienstgradgruppen der Kasernierten Volkspolizei und VP-Luft getragen; in der Nationalen Volksarmee wurde die Version mit Ohrenklappen noch als Wintermütze ausgegeben, bis sie ab 1963 durch eine Wintermütze nach sowjetischem Vorbild ersetzt wurde. Einzig die Kampfgruppen der Arbeiterklasse nutzten diesen Mützentyp unverändert bis zu ihrer Auflösung ab 1989.
Inzwischen wird in einigen der genannten Behörden und Organisationen das bei den französischen Chasseurs alpins erstmals 1889 in einer neuzeitlichen Armee eingeführte Barett getragen. Die Mehrzahl trägt heute jedoch Varianten der nordamerikanischen Baseballmütze, welche zuerst in den 1990er Jahren Eingang in die deutsche Uniformmode fand.
In ihrer traditionellen Form wird die Bergmütze in der Bundeswehr heute noch von der deutschen Gebirgstruppe getragen. Die traditionelle Form ist auch bei einigen deutschen Feuerwehren erhalten. Sie ist bei den Feuerwehren unter den Bezeichnungen „Dienstmütze“ bzw. „Arbeitsmütze“ bekannt und besteht entweder aus Wolltrikotgarn oder einem Wollwalkstoff. Über den beiden Schließknöpfen des Ohren- und Nackenschutzes ist das Feuerwehremblem des jeweiligen Bundeslandes angebracht. In einigen Bundesländern tragen Führungsdienstgrade der Feuerwehren am Mützendeckel eine umlaufende silberne oder goldene Biese. Solch eine silberne Biese ziert auch die Bergmütze der Offiziere der Gebirgstruppe (siehe Abbildung), bei Generalen ist diese golden.
Auch die Bundeswehr verwendet weiterhin eine vereinfachte Form der Gebirgsmütze, die Feldmütze genannt wird, als Arbeitsmütze aus einem leichten Baumwollmischgewebe.

### Finnland
Mit der Kenttälakki M36 wurde die Bergmütze in unterschiedlichen Farben und Stoffen im Jahre 1936 auch in der finnischen Armee eingeführt. Vereinzelt wird die Mütze auch als Kesälakki bezeichnet. Mit der leicht modifizierten M39 kam dann ein Modell zu den Streitkräften, das noch heute verwendet wird. Zusätzlich wird seit 1991 mit der M91 die Bergmütze auch als leichte Stoffmütze im finnischen Tarnmuster ausgegeben.